# 津川智香子
津川 智香子（つがわ ちかこ、1987年4月30日 - ）は、日本の女性モデル、レースクイーン。青森県出身。

## 略歴
- 2008年、K-1 WORLD GPラウンドガールを務める[1]。
- 2009年2月、高松競輪場で行われた第8回東西王座戦のイメージガール「バ輪タインガール」を務める[2] 。
- 2009年5月から8月まで、ウェザーニューズ『おは天』に東北エリアキャスター12期生として出演。
- 2010年、MONDO TVのイメージガール「MONDO GIRLS」に選ばれる[3]。
- 2011年、SUPER GT「RIRE RACING GIRLS」としてレースクイーンデビュー。
- 2012年、SUPER GT「D'Station フレッシュエンジェルズ」を務める。

## 人物
- K-1のラウンドガールを務めていたこともあり、またK-1観戦が趣味である。他に映画鑑賞やキティちゃん集めも趣味。
- 特技はクラシックバレエ、書道、ポージング。
- 憧れのレースクイーンは菜々緒[4]。

## 出演

### テレビ
- ビキスポ!（MONDO TV）
- オールスター感謝祭 2011春（2011年4月9日、TBS） - アシスタント
- サラリーマンNEO Season 6（2011年9月6日、NHK総合） - 「NEO48」コーナー・ゲスト
- 第44回日本有線大賞（2011年12月10日、TBS） - アシスタント
- 明石家サンタの史上最大のクリスマスプレゼントショー（2011年12月24日、フジテレビ） - アシスタント

### インターネットテレビ
- おは天（2009年5月 - 8月、ウェザーニューズ） - 東北エリアキャスター12期生

### CM
- リクルート「カーセンサー」

### イベント
- 東京オートサロン「C-WESTブース」（2012年1月）